# Zhujingban
Als Zhujingban (chinesisch 駐京辦 / 驻京办, Pinyin zhùjīngbàn – „Peking-Büro“) werden jene Repräsentanzen bezeichnet, die sowohl von chinesischen Provinzen als auch von Behörden und Organen chinesischer Städte oder anderer Gebietskörperschaften in Peking unterhalten werden. Die in China geläufige Bezeichnung „Peking-Büro“ ist eine umgangssprachliche Abkürzung. So heißt etwa das Büro der Stadt Yuancheng amtlich „Büro der Volksregierung der Stadt Yuancheng zu Peking“ (远城人民政府驻北京办事处).
Hauptgrund ihres Bestehens ist es, eine effektive Vertretung der Interessen des jeweiligen Organs oder von dessen Günstlingen vor der chinesischen Zentralregierung zu gewährleisten. Oftmals in Hotels eingerichtet, dienen Peking-Büros auch als Unterkunft für Behördenleiter der jeweiligen Region, wenn diese auf Geschäftsreise in Peking sind. Weitere Aufgaben der Peking-Büros sind die gesellschaftliche Unterhaltung von Beamten der Zentralregierung sowie das Abfangen von unerwünschten Delegationen aus der jeweiligen Region, um sie daran zu hindern, bei Beamten der Zentralregierung ihnen widerfahrenes Unrecht zu beklagen. Da hierdurch die Bezeichnung „Peking-Büro“ auch negativ konnotiert ist, werden manchmal andere Formulierungen benutzt, zum Beispiel „Verbindungsstelle“ (联络处).
Nach unvollständiger Zählung bestehen in Peking 52 Büros dieser Art von Verwaltungseinheiten, die einem Vizegouverneur oder höher unterstehen, 520 Büros von städtischen Verwaltungseinheiten und mehr als 5000 Büros von Verwaltungseinheiten auf Kreisebene.
Literarische Verarbeitung fand das Thema in Wang Xiaofangs vierteiliger Romanreihe Zhujingban Zhuren (驻京办主任), die zwischen 2007 und 2009 beim Pekinger Verlag Zuojia Chubanshe (engl. Writers Publishing House) erschien und mehr als zwei Millionen Mal verkauft wurde.

## Geschichte
Zu kaiserlichen Zeiten organisierten Städte und Dörfer Repräsentanzen für ihre Einwohner, die sich geschäftlich oder zwecks Ablegung der Beamtenprüfung in Peking aufhielten. Außerdem agierten sie als Sparkasse, gegenseitige Hilfsorganisation und Armenhilfe. In der Qing-Dynastie versuchten Reiche und Großgrundbesitzer im ganzen Land Beamte der Zentralregierung zu bestechen. Eine Ernennung zum Bürgermeister kostete nur einige tausend Tael Silber; ein Vielfaches davon wurde dann im Amt durch Bestechungsgelder wieder eingenommen. Das erste Peking-Büro im heutigen Sinne war das Büro der Inneren Mongolei, gegründet im März 1949.
Während der Kulturrevolution (ab 1966) wurden diese Büros, mit Ausnahme des Büros von Tibet, wieder aufgelöst. Die Roten Garden bezichtigten diese Niederlassungen der Spionage zum Nachteil der Zentralregierung. Nach Ende der Kulturrevolution, ab 1978, wurden Peking-Büros wieder zugelassen. Seitdem wurden sie wieder zu wichtigen Interessenvertretungen regionaler Organe gegenüber der chinesischen Zentralregierung.

## Korruption
Eine effektive Kontrolle der Peking-Büros existiert nicht. Der frühere Leiter des Rechnungshofes, Li Jinhua, warnte davor, dass Peking-Büros ‚mit Geld um die Ministerien laufen‘, sie seien ‚Ausbreitungsherde der Korruption‘.
Seit einigen Jahren versucht die Zentralregierung die Anzahl der Peking-Büros zu begrenzen, doch gilt ihr Durchsetzungswille und damit der Erfolg, bisher als mäßig. Ursprünglich sollten alle Büros von Kreisen und provinzzugehörigen Städten aufgelöst werden, doch 2010 wurde berichtet, dass 80 % dieser Büros weitergeführt wurden.

## Schwarze Gefängnisse
In China besteht seit alters her das Recht, Petitionen bei der Zentralregierung einzureichen, wenn man sich zum Beispiel durch eine lokale Behörde ungerecht behandelt glaubt. Um zu verhindern, dass solche Beschwerden aus der Provinz zu den Zentralbehörden gelangen, betreiben die Peking-Büros jedoch Privatgefängnisse. Von ihnen beauftragte Sicherheitsfirmen greifen Delegationen aus der betreffenden Region auf und halten sie illegal fest, bis sie zurück nach Hause verbracht werden können. Diese Verträge kosten die Peking-Büros über 10.000 Yuan pro Jahr.
Als quasi-extraterritoriale „Botschaften“ können sogar hier stationierte uniformierte Polizisten aus der Provinz diese Aufgaben durchführen; so wurde zum Beispiel ein älterer Herr durch Jiliner Polizisten abgeführt und abgeschoben, nachdem er am Regierungssitz in Zhongnanhai auf sich aufmerksam machen wollte. Die Polizisten der Stadt Peking halten sich aus der Situation heraus. Oft haben sie selber enge Kontakte zu den Peking-Büros, wollen aber nicht in Kompetenzstreitigkeiten wegen „störender Bittsteller“ geraten. So bleibt die Zentralregierung recht machtlos, zuverlässige Informationen über die Zustände in den Provinzen zu erhalten und juristisch einzugreifen.